# Sint-Blasius- en Sint-Margrietkerk
De  Sint-Blasius- en Sint-Margrietkerk is de parochiekerk van de tot de Oost-Vlaamse gemeente Deinze behorende plaats Landegem, gelegen aan Landegemdorp 32.

## Geschiedenis

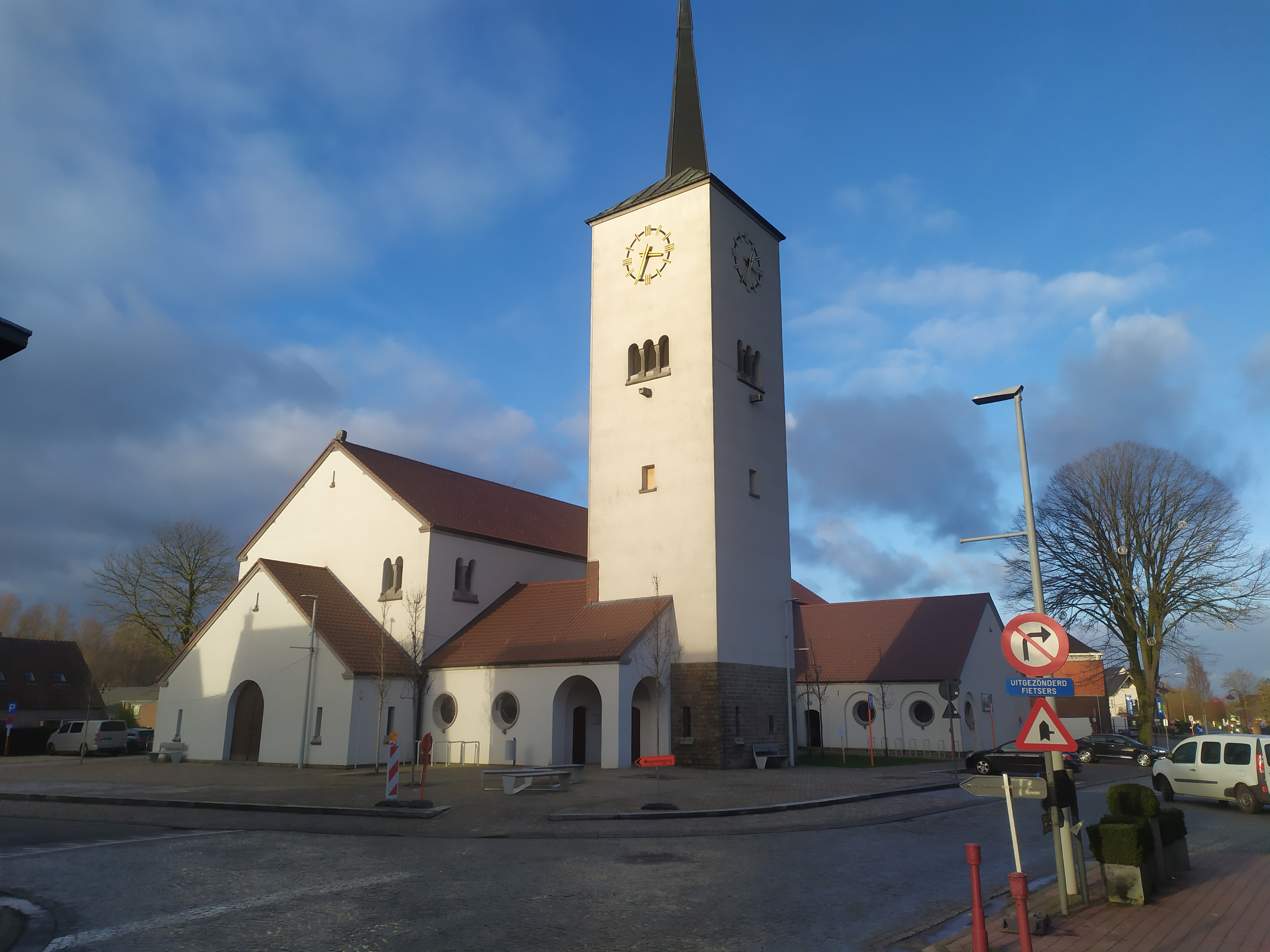
Sint-Blasius en Sint-Margrietkerk

In 1087 werd voor het eerst schriftelijk melding gemaakt van een kerk, waarvan de rechten aan de Abdij van Drongen werden geschonken. Waarschijnlijk werd de kerk heropgebouwd en opnieuw gewijd in 1121, waarbij Blasius, Livinus en Margaretha als patroonheiligen werden gekozen.
Uiteindelijk ontstond een driebeukige kruiskerk met vieringtoren in romaanse en gotische stijl. De zijbeuken waren 15e-eeuws. In de 18e eeuw vonden verbouwingen plaats. Tijdens de Eerste Wereldoorlog werd de kerk verwoest en herbouwd, en op 25 mei 1940 werd ook deze kerk vernield.
Van 1955-1961 werd een nieuwe kerk gebouwd naar ontwerp van Adrien Bressers. Dit witgepleisterd kerkgebouw bevat enkele neoromaanse elementen. Het heeft een klokkentoren op vierkante plattegrond die via een gang met de kerk verbonden is. Typerend is de sterk ingesnoerde naaldspits van deze toren.